# Gabrje pri Soteski
Gabrje pri Soteski (deutsch Gaberch) ist eine Siedlung in der slowenischen Gemeinde Dolenjske Toplice im Südosten des Landes. Die Gegend ist Teil der historischen Region Unterkrain und gehört heute zur Region Jugovzhodna Slovenija (Südost-Slowenien). 
Der Name der Ortschaft wurde 1953 von Gabrje in Gabrje pri Soteski geändert.
Das Dorf liegt am linken Ufer der Krka (dt. Krainer Gurk) zwischen Soteska und Dolenje Polje.